# 体域网
身體感測網路（英文：Body Area Network，缩写：BAN）是由可穿戴或可嵌入设备组成的网络。由于这些设备通过无线技术进行通信，所以体域网也叫无线体域网（WBAN）。 
体域网最新的国际标准是IEEE802.15.6标准，在医疗、保健、消费类电子等多个领域应用前景广阔。